# Јамхил (Орегон)
Јамхил (енгл. Yamhill) град је у америчкој савезној држави Орегон.

## Демографија
По попису из 2010. године број становника је 1.024, што је 230 (29,0%) становника више него 2000. године.
| Група             | 2000.       | 2010.       |
| Белци             | 735 (92,6%) | 918 (89,6%) |
| Афроамериканци    | 0 (0,0%)    | 1 (0,1%)    |
| Азијати           | 11 (1,4%)   | 11 (1,1%)   |
| Хиспаноамериканци | 38 (4,8%)   | 56 (5,5%)   |
| Укупно            | 794         | 1.024       |